# Hualañé
Hualañé este un târg și comună din provincia Curicó, regiunea Maule, Chile, cu o populație de 9.303 locuitori (2012) și o suprafață de 629 km2.